# NGC 1453
NGC 1453 este o galaxie eliptică situată în constelația Eridanul. A fost descoperită în 30 septembrie 1786 de către William Herschel. Se află la o distanță de 51,4 de megaparseci de Pământ.